# Saxofon

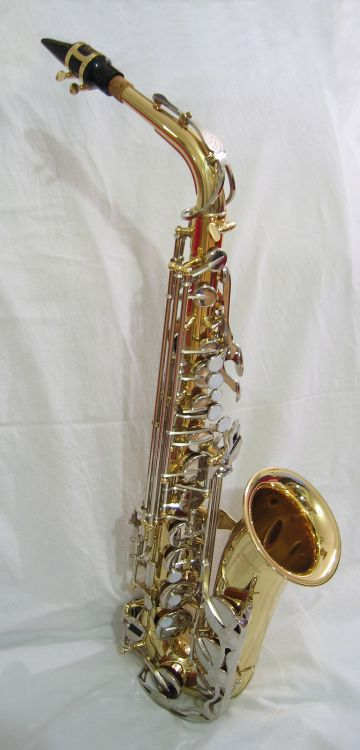
Saxofon alto

Saxofonul este un instrument muzical de suflat cu o singură ancie, prevăzut cu un tub conic din metal și clape. Este confecționat din alamă, iar muștiucul seamănă cu cel al clarinetului.
Instrumentul a fost inventat de Adolphe Sax, în anul 1840. El a inclus în denumirea instrumentului și numele său, ca inventator al acestuia. Intenția sa a fost să îmbunătățească clarinetul bass, dar a sfârșit prin a inventa un instrument nou. Brevetul a fost obținut în Franța, pe data de 28 iunie 1846.
Saxofonul aparține familiei instrumentelor de suflat din lemn pentru că necesită aceeași tehnică de folosire ca si fagotul, clarinetul, oboiul, și nu face parte din instrumentele de suflat de alamă așa cum este materialul din care este confecționat în întregime exceptând ancia care produce sunetul. A fost proiectat pentru a fi folosit în muzica simfonică, dar în mare parte a fost ignorat de compozitori, primele succese avându-le în muzica militară.
Apariția Jazzului a însemnat o creștere foarte mare a prestigiului saxofonului, oferind o varietate de sunete numai bună și dorită căreia în acest gen de muzică, a dobândit un prestigiu destul de mare.
Există șase feluri de saxofon, reprezentând timbrele vocii umane, sopran, alto, tenor, bariton și bass:
- Saxofon sopran,
- Saxofon alto,
- Saxofon tenor,
- Saxofon bariton,
- Saxofon bass,
- Saxofon contrabas.

Adolphe Sax a proiectat și patentat saxofonul subcontrabas dar acesta a rămas doar la stadiul de proiect și nu a fost niciodată construit. Ar fi fost un saxofon transpus în Si bemol, cu o octavă mai jos decât saxofonul bas și cu două octave mai jos decât saxofonul tenor.
Cel mai folosit este saxofonul tenor urmat de soprano și bariton, saxofonul alto fiind mai puțin folosit. De obicei acesta din urma este folosit pentru învățare și pentru copii, cărora le-ar fi mult mai greu să se descurce cu unul mai mare cum e saxofonul tenor, dar și pentru că este mai ieftin decât celelalte. De regulă, saxofonul alto este folosit în special în compozițiile clasice în vreme ce saxofonul tenor este folosit mai mult în muzica jazz.
1. ↑  Enciclopedia Universală Britanica. Litera. 2010. p. 11.